# Mount Hermon (Virginia)
Mount Hermon es un lugar designado por el censo situado en el condado de Pittsylvania, Virginia  (Estados Unidos). Según el censo de 2010 tenía una población de 3.966 habitantes.

## Demografía
Según el censo de 2010, Mount Hermon tenía una población en la que el 88,1% eran blancos; el 8,5% afroamericanos; el 0,2% eran indios americanos y nativos de Alaska; el 1,4% eran asiáticos; el 0,0% hawaianos y otros isleños del Pacífico; el 0,5% de otra raza, y el 1,4% a partir de dos o más razas. El 1,5% del total de la población eran hispanos o latinos de cualquier raza.